# Kiki la petite sorcière (roman)
Pour les articles homonymes, voir Kiki la petite sorcière (homonymie).
Kiki la petite sorcière (魔女の宅急便, Majo no takkyūbin) est un roman japonais fantastique pour enfant écrit par Eiko Kadono et illustré par Akiko Hayashi. Paru chez Fukuinkan Shoten le 25 janvier 1985, il narre le aventures de Kiki, une jeune sorcière qui part à l'âge de treize ans s'établir seule dans une nouvelle ville pour parfaire son apprentissage.

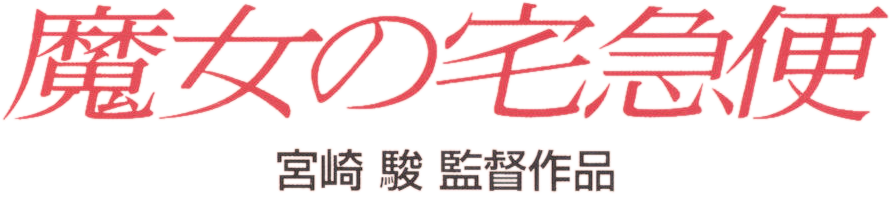
Logo de Kiki la petite sorcière.

Cinq tomes ont été ultérieurement écrits par Kadono, respectivement en 1993, 2000, 2004, 2007 et 2009.
Le roman a été notablement adapté au cinéma d'animation par le réalisateur Hayao Miyazaki en 1989. Eiko Kadono est initialement rebutée par les changements apportés à son récit, mais accepte finalement le scénario de Miyazaki ; le succès au box-office (plus de deux millions d'entrées) scelle finalement le différend, permettant à l'auteure d'écrire de nouveaux tomes sur les aventures de Kiki. Un film en prises de vue réelles, Majo no takkyūbin, reprenant les deux premiers tomes est aussi sorti en 2014.
Le roman a été adapté à deux reprises en comédies musicales au Japon — la première en 1993 par Yukio Ninagawa, la seconde en 2017 par Kōki Kishimoto —, ainsi qu’en une pièce de théâtre jouée à Londres fin 2016, écrite par Jessica Siân et mise en scène par Kate Hewitt.

## Prix
- 23e Prix Noma de la littérature pour la jeunesse, 1985
- 34e Prix Shogakukan de littérature jeunesse
- Prix Hans-Christian-Andersen, 2018[6]
- Se trouve parmi la liste des auteurs honorés par IBBY de 1986[7]